# Eddyville (Nebraska)
Eddyville és una població dels Estats Units a l'estat de Nebraska. Segons el cens del 2000 tenia 96 habitants.

## Demografia
Segons el cens del 2000, Eddyville tenia 96 habitants, 41 habitatges, i 28 famílies. La densitat de població era de 137,3 habitants per km².
Dels 41 habitatges en un 26,8% hi vivien nens de menys de 18 anys, en un 63,4% hi vivien parelles casades, en un 0% dones solteres, i en un 31,7% no eren unitats familiars. En el 29,3% dels habitatges hi vivien persones soles el 7,3% de les quals corresponia a persones de 65 anys o més que vivien soles. El nombre mitjà de persones vivint en cada habitatge era de 2,34 i el nombre mitjà de persones que vivien en cada família era de 2,93.
Per edats la població es repartia de la següent manera: un 22,9% tenia menys de 18 anys, un 5,2% entre 18 i 24, un 22,9% entre 25 i 44, un 31,3% de 45 a 60 i un 17,7% 65 anys o més.
L'edat mediana era de 44 anys. Per cada 100 dones de 18 o més anys hi havia 117,6 homes.
La renda mediana per habitatge era de 28.125 $ i la renda mediana per família de 33.750 $. Els homes tenien una renda mediana de 28.750 $ mentre que les dones 21.667 $. La renda per capita de la població era de 14.542 $. Aproximadament el 9,1% de les famílies i el 16,1% de la població estaven per davall del llindar de pobresa.

## Poblacions més properes
El següent diagrama mostra les poblacions més properes.